# Новоіпатово
Новоіпа́тово (рос. Новоипатово) — село у складі Сисертського міського округу Свердловської області.
Населення — 607 осіб (2010, 685 у 2002).
Національний склад населення станом на 2002 рік: росіяни — 85 %.